# Complutum
Complutum era un asentamiento de la península ibérica dentro de la Tarraconense. En el siglo III aparece relacionada en el Itinerario Antonino A-24 y en el Itinerario Antonino A-25 encabezado con el título de Alio itinere ab Emerita Cesaragustam 369 que significa «Otro camino de Mérida a Zaragoza, 369 millas», entre las plazas de Titulcia y Arriaca.
El yacimiento arqueológico de Complutum es un conjunto de restos arqueológicos correspondientes a Complutum, la antigua ciudad romana sobre la que hoy se asienta Alcalá de Henares, en la Comunidad de Madrid. Se localiza en la actual calle del Juncal, en el extremo sur occidental de la actual ciudad, a más de un kilómetro del núcleo medieval (Plaza e Iglesia de los Santos Niños); mientras que tanto el oppidum prerromano como la Alcalá la Vieja andalusí ocupaban puntos elevados de más fácil defensa en los cerros al otro lado del río Henares.
En 1992 fue declarado bien de interés cultural con la categoría de zona arqueológica por la Consejería de Educación y Cultura de la Comunidad Autónoma de Madrid. 
Desde el 6 de agosto de 2008 una parte importante (circuito delimitado en el foro) se ha abierto al público como museo al aire libre integrado en la Red de yacimientos visitables de la Comunidad de Madrid.

## Contexto histórico

Mapa de los territorios tribales prerromanos de Castilla-La Mancha y Madrid.

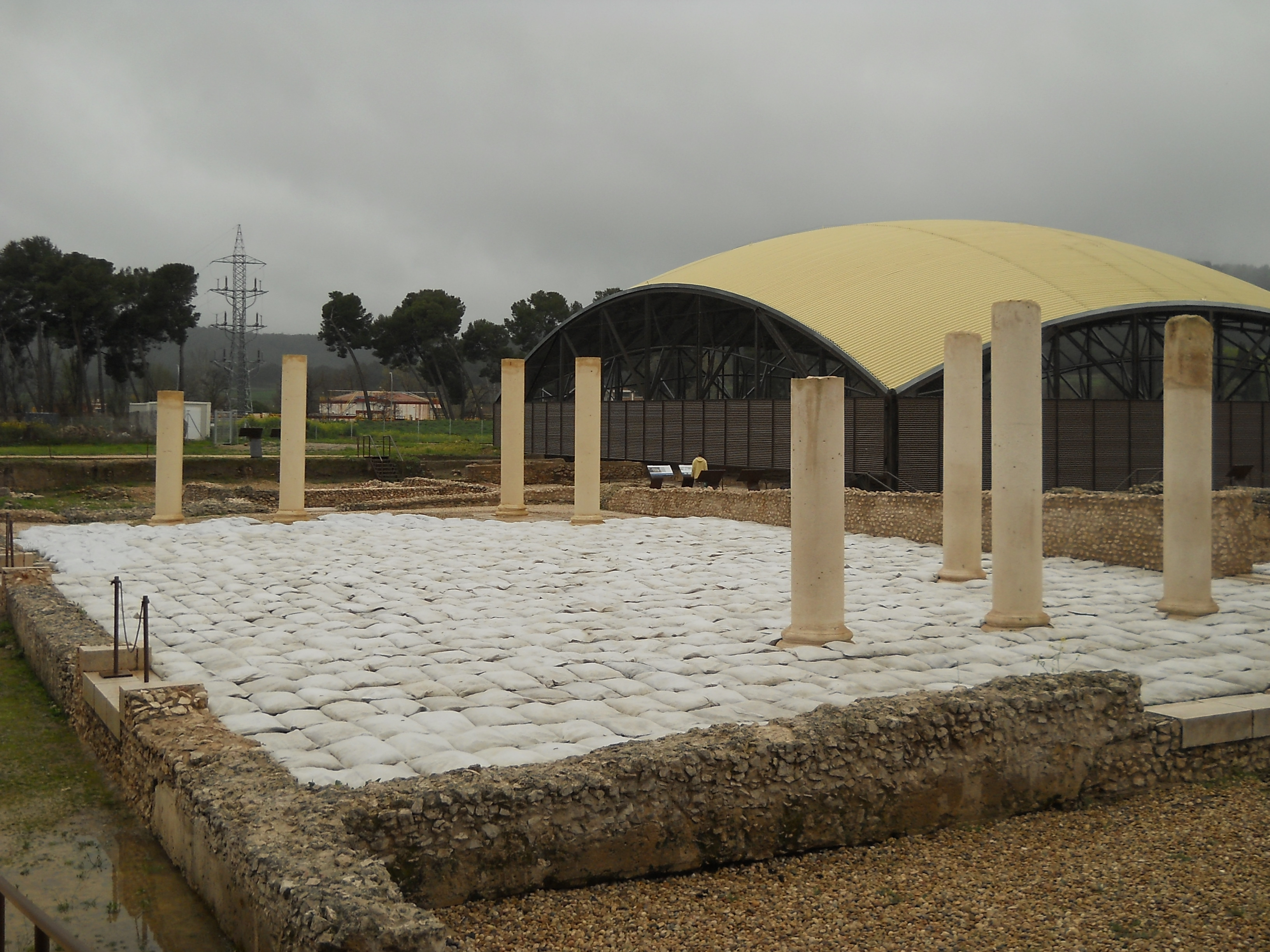
Basílica.

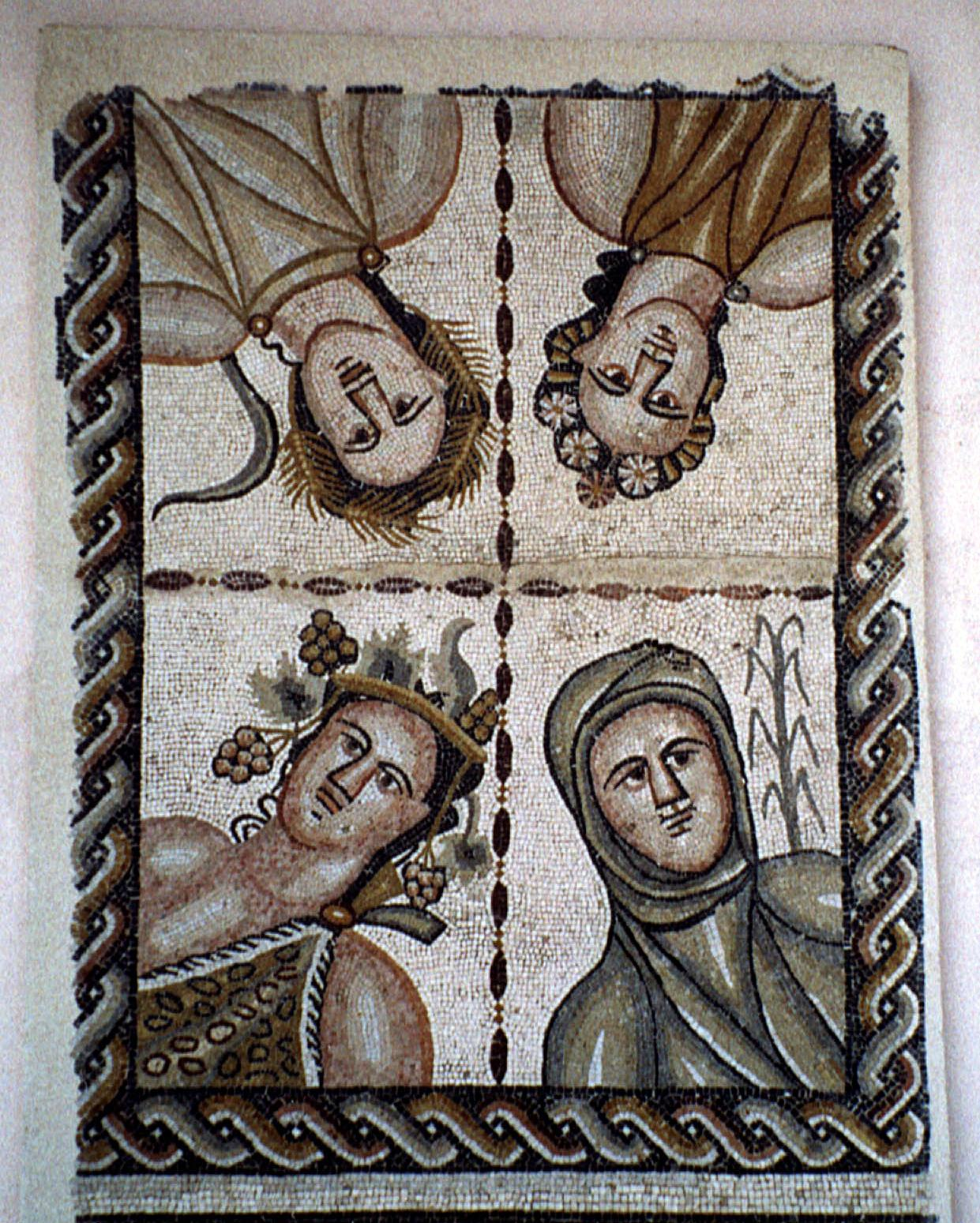
Mosaico romano de las Cuatro Estaciones de la Casa de Baco en Complutum. En sentido antihorario desde arriba a la derecha: primavera, verano, otoño e invierno.

La ciudad romana de Complutum fue construida en el siglo I, aunque fue rehabilitada y reformada en gran medida en el siglo III. La creación de esta ciudad hay que entenderla como fruto de su excelente posición entre varias vías de comunicación y por su cercanía a fuentes naturales de recursos, como el río Henares o las vegas cultivables alrededor del mismo.
La presencia romana en la zona abarcaría en torno a seis siglos, desde el siglo I a. C. hasta el final del Imperio romano. Parece, según las evidencias arqueológicas y epigráficas, que la ciudad tuvo un gran desarrollo en el Bajo Imperio romano, a pesar de la crisis que vive desde el siglo III hasta su caída en el V.

## Excavaciones

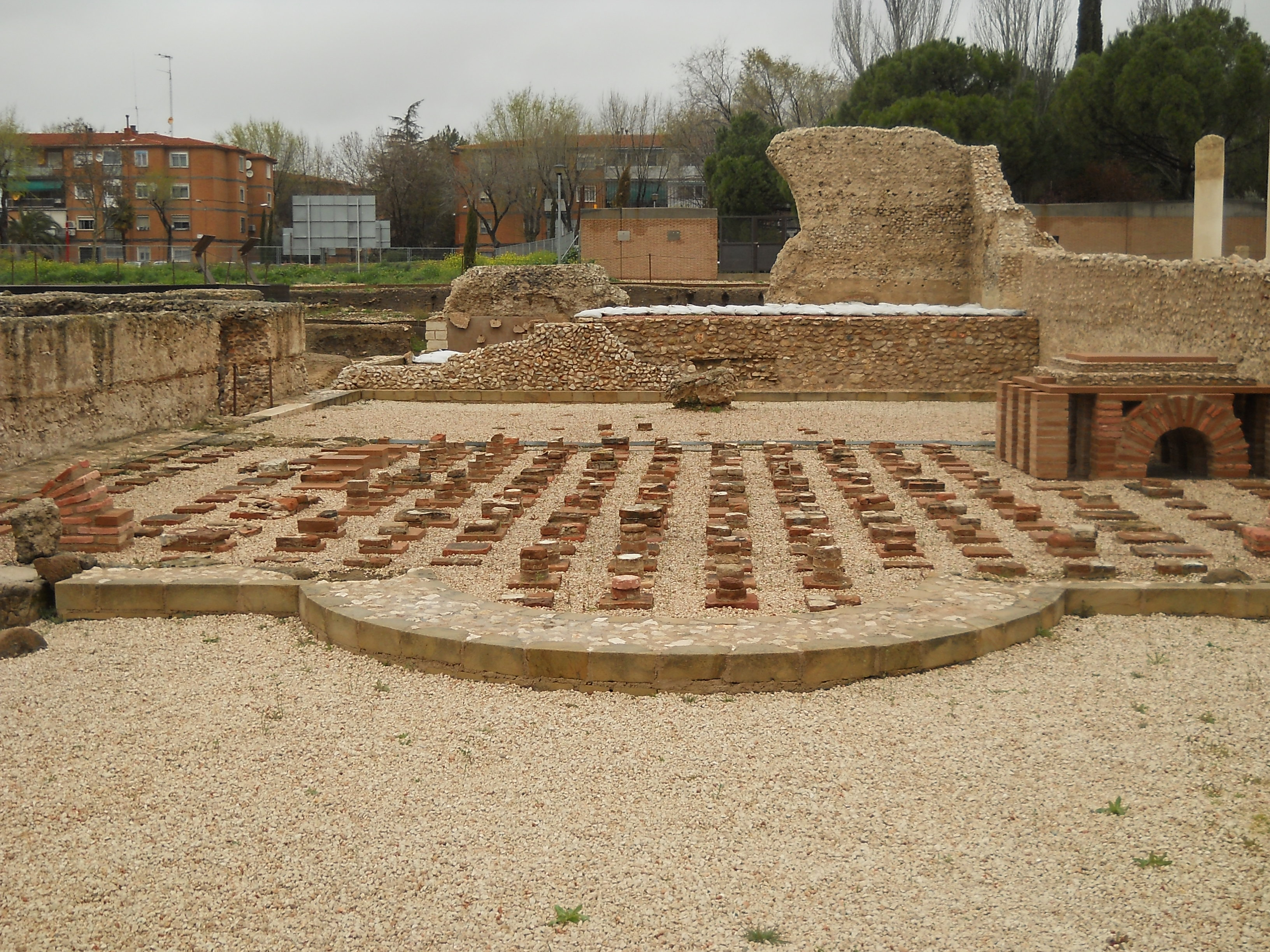
Termas norte y curia.

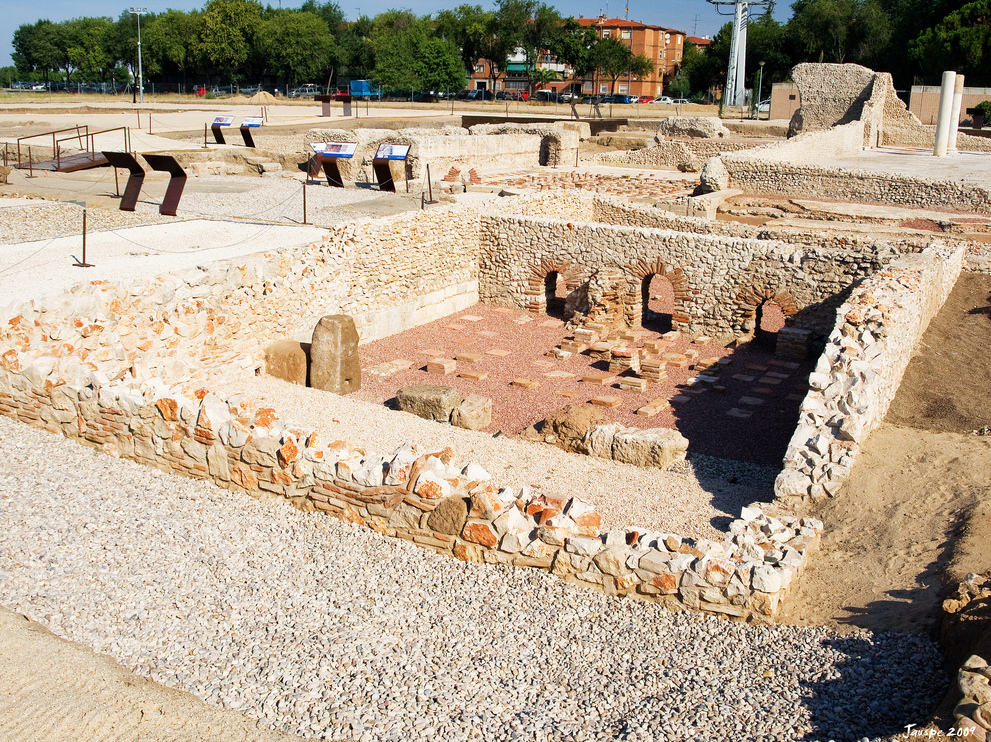
Termas sur.

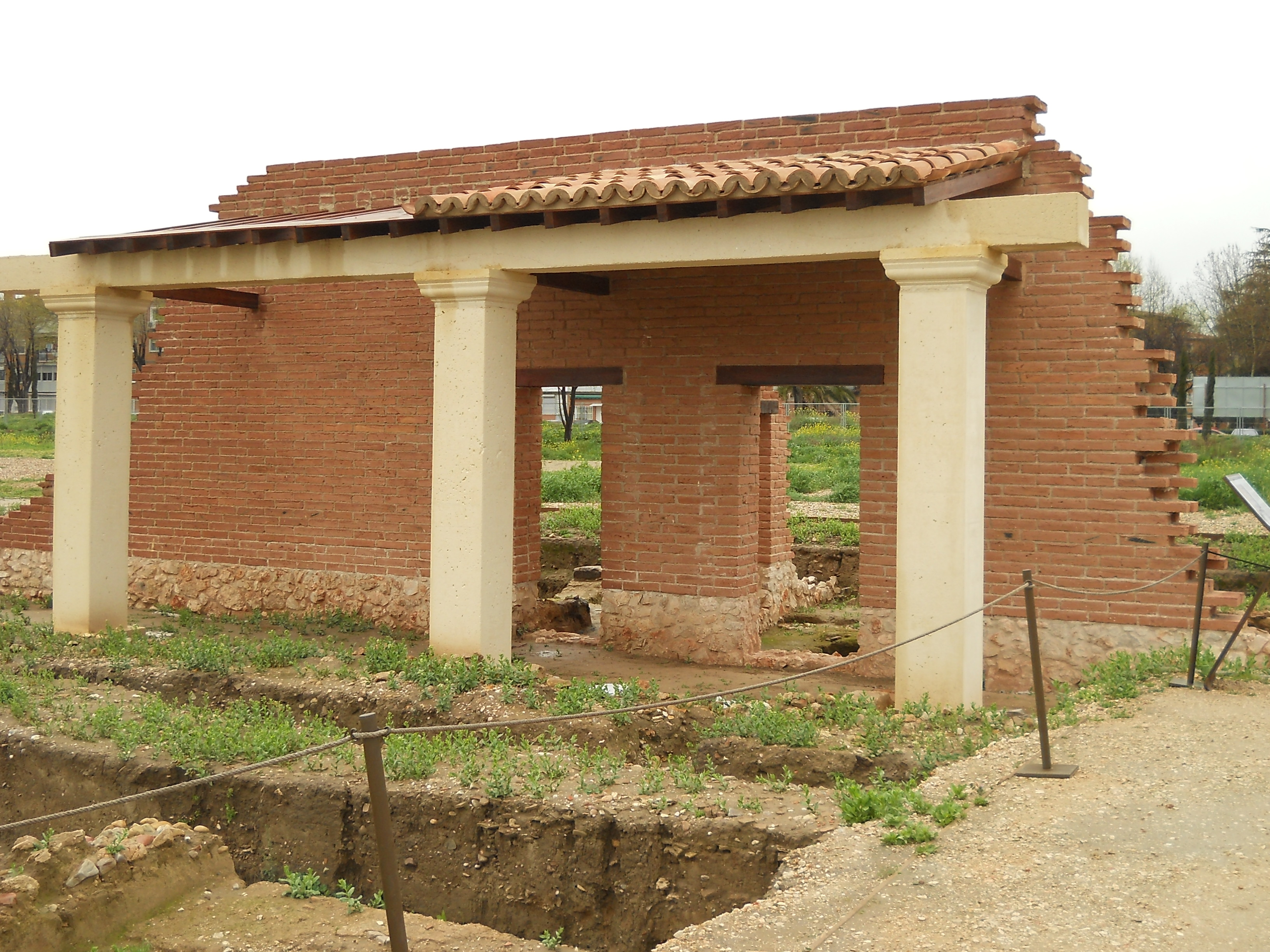
Auguraculum en el decumano III.

Se tiene constancia de las ruinas arqueológicas desde comienzos de la Edad Moderna. Esto supone que en el yacimiento se han realizado todo tipo de excavaciones sin ningún tipo de método arqueológico, lo que significa que algunos de los restos que están a la vista han perdido parte de su testimonio histórico. Además, la ausencia de legislación arqueológica en el siglo XIX propició que muchas piezas fueran sacadas para ser vendidas.
En 1985 se promulgó la Ley de Patrimonio Histórico Español, y un año más tarde, en 1986, su reglamento. En este reglamento se habla específicamente de los bienes que pertenecen al patrimonio histórico español (artículo 40), se conceptualizan las expresiones «excavación» y «prospección arqueológica» (artículo 41) y se termina la ejecución de las mismas (artículo 43). Esto se complementa con el Plan General de Madrid, también de 1985.
La primera serie de campañas de corte puramente científico y reguladas fue realizada entre 1985 y 1990, mostrando la riqueza del yacimiento. Así, en noviembre de 2003 se volvieron a realizar campañas, que hasta la fecha se siguen produciendo.

## Descripción
La mitad de la ciudad de Complutum fue destruida entre los años 1970 y 1974, con la construcción del barrio de Reyes Católicos sobre parte de los restos arqueológicos. Sin embargo, en la actualidad han sido excavados y consolidados algunos elementos de importancia.
También hay constancia del trazado urbano, pues se han conservado hasta cinco decumanos y un cardo. Se conocen los límites de la ciudad, pues en los edificios colindantes que destruyeron el yacimiento y en zonas cercanas a los mismos se han hecho prospecciones arqueológicas que han documentado tales datos.
Como en casi todas las ciudades que se fundaron o reconstruyeron a partir del siglo I a. C., los romanos emplearon un urbanismo de inspiración griega con las aportaciones ingenieriles propias heredadas de la cultura etrusca. Con un trazado caracterizado por una trama ortogonal de calles: éstas se cruzaban en ángulo recto, definiendo manzanas ocupadas por casas y plazas. Las calles que se orientaban este-oeste, recibían el nombre de decumanos, y las que lo hacían en sentido norte-sur, cardos.
En Complutum se distinguían dos barrios: uno más antiguo, al Este, construido en los años 20 o 30 del siglo I d. C., donde las manzanas son rectangulares, de aproximadamente 32 × 42 m. Otro barrio, al oeste, algo más moderno, de los años 60 del mismo siglo, con manzanas cuadradas de 32 × 32 m.
En Complutum se trazaron 15 decumanos y 16 cardos, ocupando una extensión aproximada de 48 hectáreas que llegó a albergar a una población estimada entre los 10 000 y los 15 000 habitantes en su época de apogeo antes de la crisis del siglo III d. C.. Como en casi todas las ciudades romanas, dos ejes dominaban Complutum como avenidas principales: el Cardo Máximo y el Decumano Máximo, en cuyo cruce o en sus inmediaciones, se levantaban el Foro, las zonas comerciales, los principales edificios públicos y religiosos y las casas de los ciudadanos más importantes por su relevancia económica, social y/o política.
El Decumano Máximo es en el caso de Complutum la calle más importante, porque coincidía con la vía que procedente de Augusta Emerita (Mérida) y Toletum (Toledo), se dirigía por el valle del Henares a Caesar Augusta (Zaragoza), siendo la principal vía estructurante de la ciudad y del territorio del municipio del que era capital. La vía entraba en la ciudad por la puerta occidental, y antes de la puerta, los viajeros se encontraban una fuente donde se veneraba a las ninfas y a la diosa Diana, y que ha llegado a nuestros días conocida como Fuente del Juncal. En el extremo sur del Cardo Máximo, en la ribera del Henares, otra fuente desempeñaba una función parecida, la llamada de la Salud, en lo que por entonces era un pequeño puerto fluvial, usado para el transporte hasta Complutum de las mercancías procedentes de las explotaciones agrarias cercanas en las confluencias del Jarama a lo largo del valle del Henares.
Decía Marco Vitruvio Polión en sus diez libros de arquitectura al respecto del trazado y distribución de la ciudad clásica:

Una vez marcado el recinto por el perímetro de la muralla, resta por hacer la distribución del área o solar del interior, y las adecuadas vías de acceso a las plazas, las calles y los callejones, conforme a la región del cielo que sea más ventajosa. Será acertada la disposición si prudente se procura evitar que enfilen directamente con las calles los vientos; los cuales, si son fríos, molestan; si son cálidos, vician; y si son húmedos, dañan...
Libro I, capítulo VI

Hecha la distribución de calles y plazas, se debe tratar ahora de la elección de las áreas apropiadas a la conveniencia y al uso común de la población en lo que se refiere a los templos, basílica, al Foro y demás lugares y edificios públicos.

Si la ciudad está situada cerca del mar, el lugar más apropiado para edificar el mercado ha de ser junto al puerto; pero si la ciudad está apartada del mar, el mejor sitio será en el centro de ella...
Libro I, capítulo VII

## Foro
El foro era el espacio donde se situaban los principales edificios públicos, y su entorno se desarrollaba la vida de sus habitantes.
El conjunto monumental del foro de Complutum estaba formado por una basílica, una curia, unas termas y dos pórticos con numerosos establecimientos de venta al público (tabernae). Todo esto rematado por una gran fachada monumental, adornando la plaza del foro. Es posible que enfrente de esta plaza se situaran dos templos gemelos, actualmente bajo los edificios de la ciudad moderna.

### Fachada
La fachada monumental era una gran pared de piedra, con grandes columnas imitando los frentes escénicos de los teatros, revestida de mármol, rematada con esculturas y en el vano central una inscripción poética, carmen epigraphicum (vinculado a la Eneida de Virgilio) que conmemoraba la rehabilitación del foro a finales del siglo III.

### Basílica
Uno de los lugares más importantes de la ciudad, se construye en el siglo III aprovechando una basílica municipal y unas termas del siglo I. El edificio era de nave central con pasillo circundante, separado por una fila de columnas. Era el tribunal de justicia, además de lugar de acuerdos comerciales.

### Termas
Las termas norte estaban adosadas a la basílica y su primer uso fue de baños públicos hasta que a finales del siglo III d. C. se transformó en una Curia, el espacio para la reunión del senado.
Las termas sur fueros construidas a finales del siglo III, con el fin de sustituir a las antiguas termas norte, una vez estas se reconvirtieron en Curia.

### Curia
Se encontraba adosada a la basílica y su uso estaba destinado al senado de Complutum. En este lugar se encuentra el Paredón del Milagro, objeto de culto cristiano a lo largo de los siglos, ya que la tradición sitúa en este muro el martirio de los santos Justo y Pastor, aunque probablemente aquí se dictara sentencia y fuera ejecutada en el Campo Laudable a las afueras de Complutum.

### Pórticos
El pórtico sur fue un lugar comercial con varias tiendas.

## Auguraculum
El Auguraculum es un edificio público dedicado a la adivinación practicada por los Augures y otros especialistas y sacerdotes, y que era fundamental para programar la vida de los ciudadanos y la misma actividad pública. Se han encontrado dos pozos de ofrendas y seis pequeños depósitos de sacrificio con restos de ofrendas.

## Casa de los Grifos

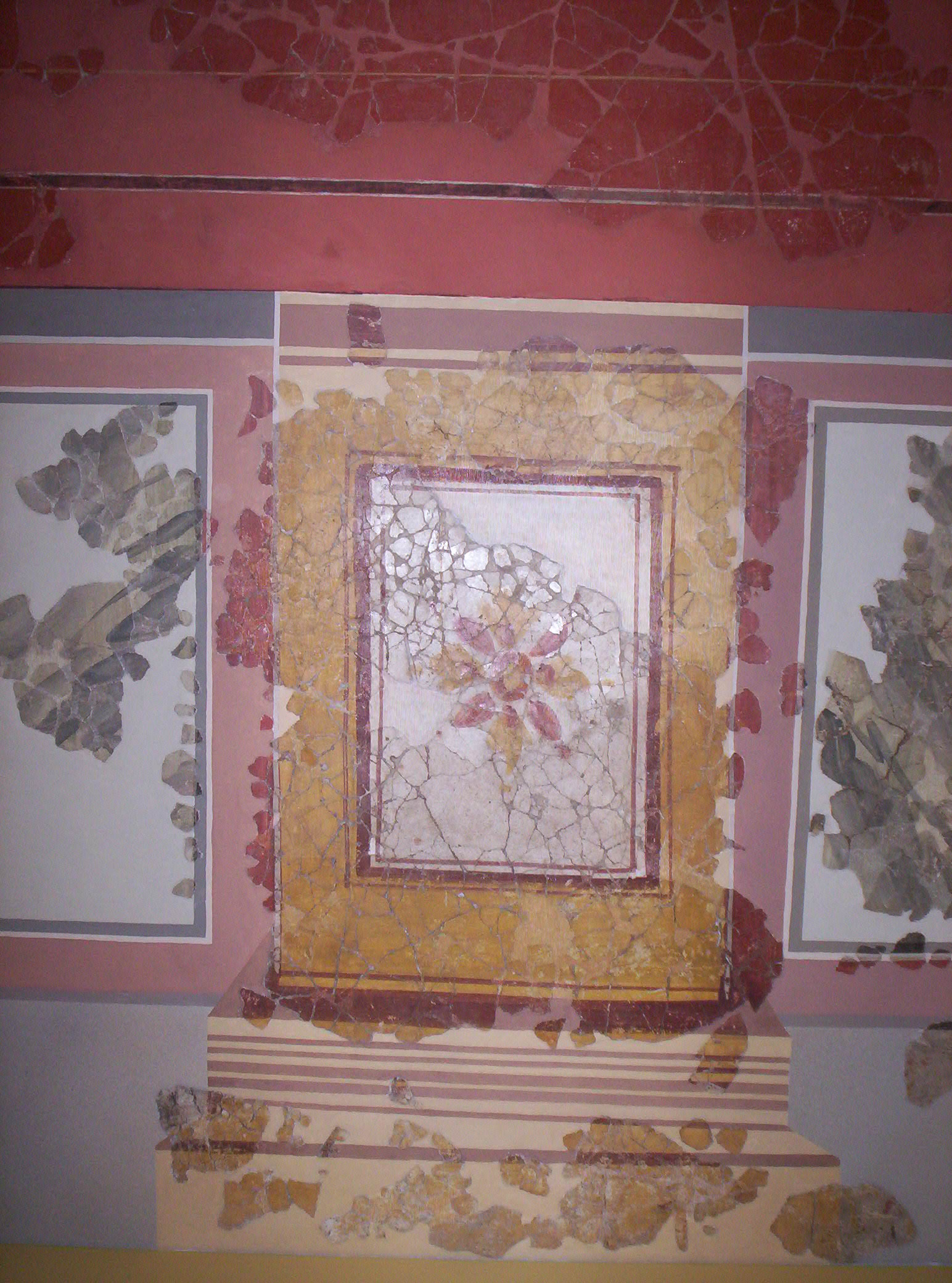
Plinto del zócalo de la «habitación E». Casa de los Grifos.

La parte central del yacimiento es la Casa de los Grifos, un edificio construido a mediados del siglo I y que estuvo en uso hasta el siglo IV, en que fue destruido por un incendio fortuito. Fue una de las mejores domus de la ciudad, con comodidades inusuales (chimenea en la denominada «estancia F» y sistema de almacenaje y distribución de agua) y un gran pórtico sobre el cardo; aunque, como es habitual en las casas romanas, está muy cerrada al exterior, con escasas y pequeñas ventanas con vidrios. Era de gran tamaño (900 m²), con un amplio patio interior (99 m²) rodeado por un peristilo de doce columnas (dos de ellas dobles) que articulaba una serie de estancias. En ellas se ha encontrado pintura mural de todo tipo, de entre la que destacan unos grifos bien conservados. Las de la pared oeste de la denominada «habitación E», archivo y sala de 48,64 m² cuya uso sería recibir a los clientes (tablinium), abierta al peristilo; son del denominado segundo estilo pompeyano (de moda durante el imperio de Adriano —117 a 138—), y representan una arquitectura figurada (7,60 × 4,90 metros) con dos columnas jónicas sobre un zócalo que imita placas de mármol (opus sectile), entre las que destaca en su centro un plinto amarillo con una flor. Otros restos pictóricos incluyen paneles con fondos blancos y líneas de encuadramiento, bandas de separación con salpicones de color rojo y estancias más decoradas con repertorios ornamentales vegetales o de candelabros, cráteras, fuentes, clípeos, sítulas y cornucopias. En la «estancia D» hay una figura humana flotante; en el corredor sur un jinete en una escena de caza; y en la «estancia J» un dios sol estereotipado, un cisne triunfal (metamorfosis de Júpiter), un pájaro completamente naturalista y los grifos que dan nombre a la casa. En el peristilo se imitan celosías de madera y verjas metálicas.

## Casa de Marte

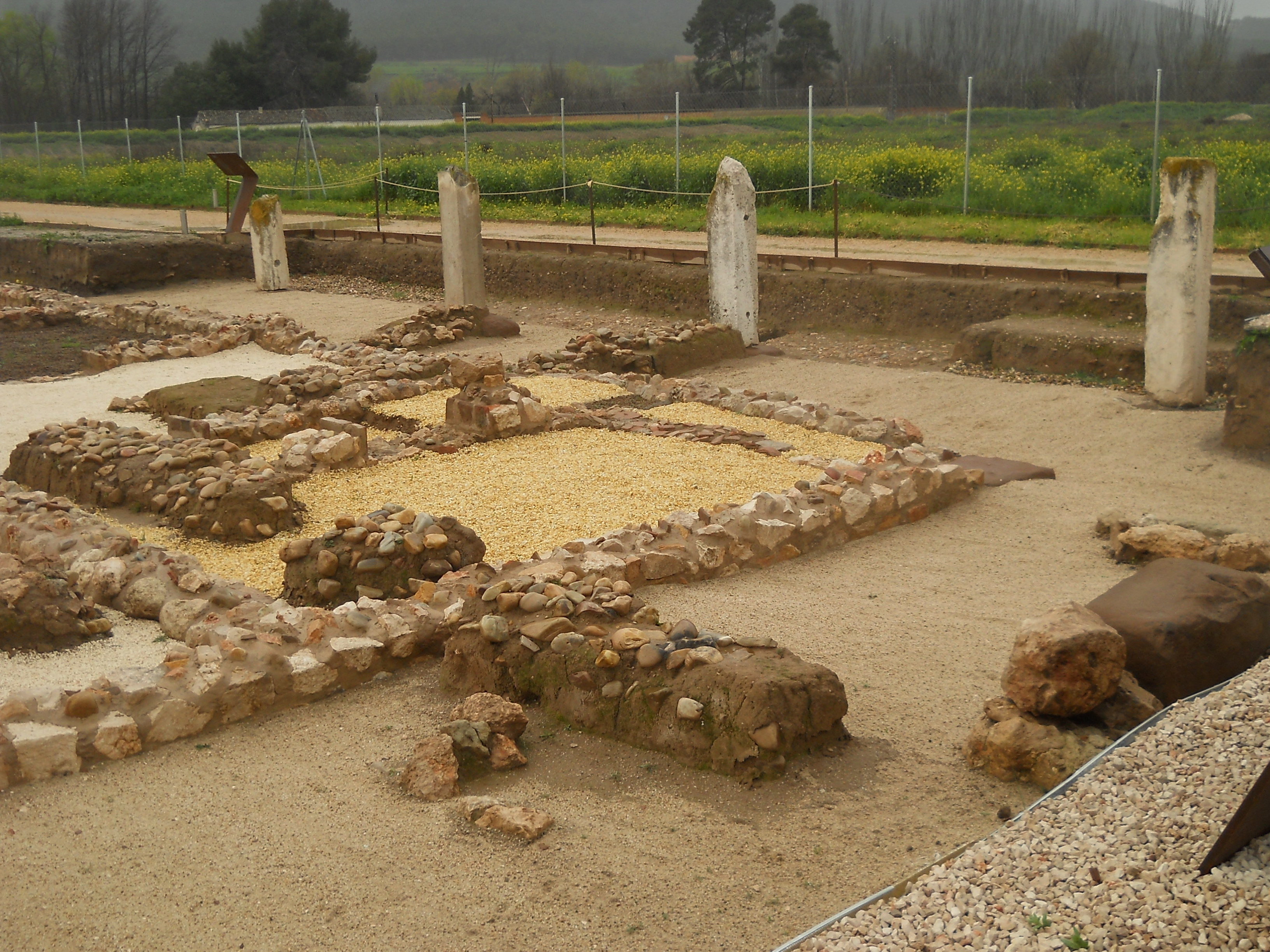
Casa de Marte.

Es una domus (casa privada urbana), que pertenece a la tipología de las denominadas «casas atrio», edificada para una unidad familiar. Su elemento principal es el atrio, un patio de luces sin columnas y con un impluvium en centro para recoger el agua de lluvia. Alrededor suyo, diversas estancias para dormir (cubicula), cocinar y almacenar (culina), comer (triclinium) y representar al señor de la casa (tablinum).

## Casa de Hippolytus

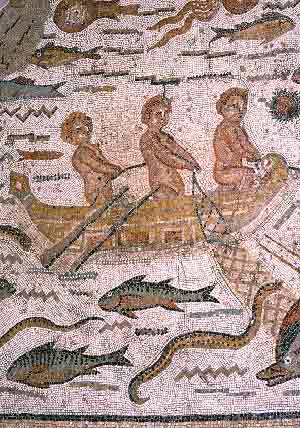
Mosaico en la Casa de Hippolytus.

Lo que hoy se conoce como Casa de Hippolytus era, en la Antigüedad, la sede del Colegio de Jóvenes de Complutum. Es interesante desde el punto de vista del estudio de la cultura del momento, pues todas las estructuras documentadas en el edificio pertenecen al campo del ocio.
En la sala de mayor tamaño, que hacía las veces de distribuidor, aparece un gran mosaico que representa una escena de pesca. La obra está firmada por Hippolytus, un maestro musivario de origen posiblemente norteafricano (se señala el actual Túnez como lugar más factible) y fue realizada para una de las familias más importantes de la ciudad. Se ha convertido en el primer yacimiento arqueológico visitable de la Comunidad de Madrid.

## Villa de El Val
Hacia el este, a cinco kilómetros, en el barrio denominado El Val, la villa romana de El Val, es gran conjunto palacial con dependencias agropecuarias, cuyo uso principal fue la cría de caballos para las carreras de cuadrigas (Mosaico del Auriga). Fue construida en el siglo I d. C. gracias a los restos podemos apreciar la reforma que sufrió en el siglo IV. Unos edificios estaban dedicados a la producción agropecuaria, sin embargo, otros eran una estructura palaciega suntuosa.

## Otras edificaciones
Destacan por su riqueza musivaria (mosaicos), como las denominadas Casa de Baco, y Casa de los Cupidos, y otros ejemplos, como el mosaico de Aquiles y el mosaico de Leda.

## Antiquarium de la Ciudad Romana de Complutum
Museo arqueológico con más de 600 piezas de la ciudad romana de Complutum, distribuidas en 1.000 m² para la exposición permanente. Inaugurado el 2 de diciembre de 2024.

## Imágenes

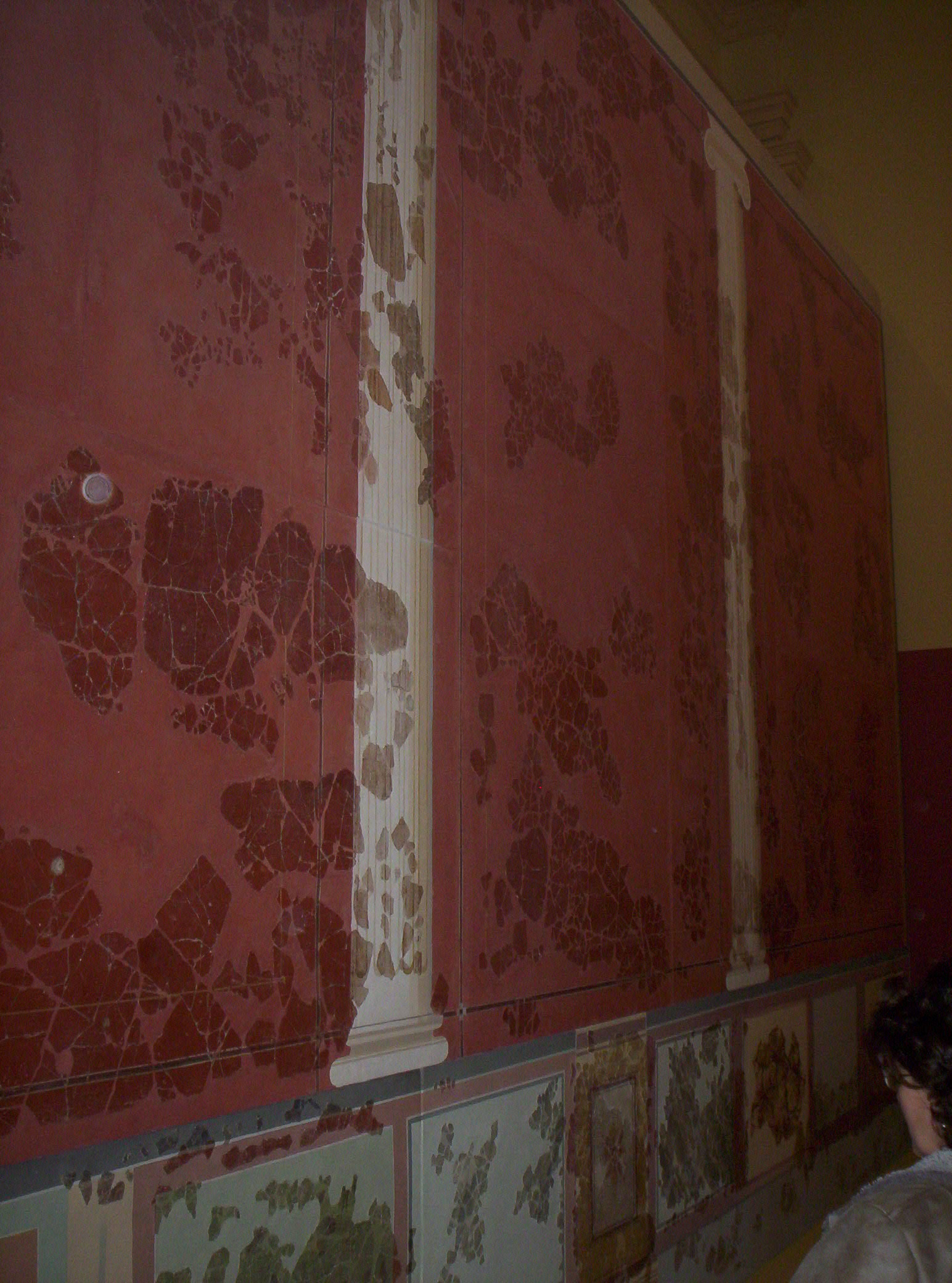
«Habitación E» de la Casa de los Grifos.
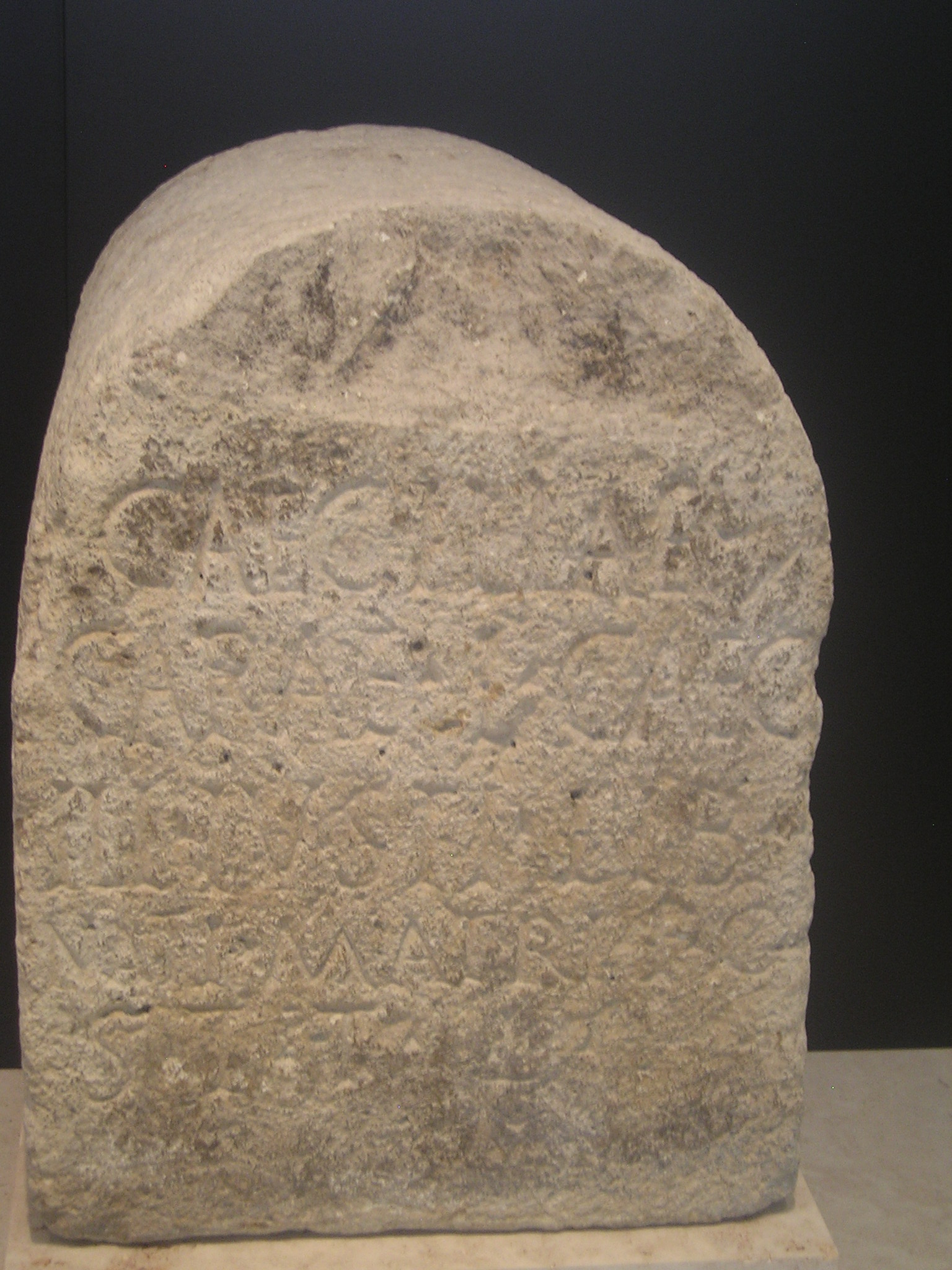
Estela funeraria romana procedente de la antigua Complutum, dedicada a Cecilia Cara, liberta de Lucio Cecilio Justo.

## Complutum Renacida
«Complutum Renacida» es la conmemoración anual en Alcalá de Henares de su antigua ciudad romana. Se desarrolla durante varias jornadas, con multitud de actividades culturales (históricas, musicales, teatrales, gastronómicas y artesanía) espectáculos (Gran Circus Maximus, lucha de gladiadores y desfiles militares romanos) y un mercado popular ambientado en la época romana. Se celebra anualmente, a primeros de mayo, desde 2019.